# Франжоли, Андрей Афанасьевич
Андре́й Афана́сьевич Франжо́ли (или Франжоли́) (13 [25] ноября 1848, Херсон, Херсонская губерния, Российская империя — 6 [18] августа 1883, Женева, Швейцария) — русский революционер-разночинец, народник, народнический публицист и агитатор. Сын австрийского подданного, мелкого купца из Херсона А. Д. Франжоли. Брат народников Тимофея, Николая и Дмитрия Франжоли. Дядя журналиста Владимира Франжоли и актрисы Людмилы Франжоли.
В 1873—1874 годах входил в одесский кружок «чайковцев». Участвовал в «хождении в народ», за что был задержан полицией, но во время конвоирования бежал от жандармов, выпрыгнув с поезда и повредив себе позвоночник. Участник «Процесса ста девяноста трёх», после которого был сослан в Сольвычегодск, Вологодской губернии, откуда в 1880 году второй раз совершил побег, на этот раз вместе с женой Евгенией Завадской. Член партии «Народная воля» и её Исполнительного комитета.
Занимался революционной пропагандой среди рабочих. Принимал участие в редактировании нелегальной «Рабочей газеты». Инициатор создания «Христианского братства». Наряду с другими революционерами-первомартовцами участвовал в цареубийстве 1 марта 1881 года, положившем конец царствованию Александра II. Его участие в убийстве свелось к тому, что он и Завадская предоставили свою квартиру для динамитной мастерской, где изготавливались химикаты для метательных снарядов, использовавшихся в ходе покушения на Александра II.
Умер Андрей Франжоли в Швейцарии от последствий полученной при первом бегстве травмы в один день с Евгенией Завадской, после смерти мужа принявшей смертельную дозу опиума.
Главный персонаж повести С. М. Степняка-Кравчинского «Домик на Волге» (1889) под именем Владимир Петрович Волгин. Под своим именем Андрей Франжоли изображён в документальных повествованиях В. Н. Дружинина «Семья гарибальдийца» (1982), П. А. Кошеля «История российского терроризма» (1995), А. П. Полякова «Великаны сумрака» (2011), В. А. Прокофьева «Андрей Желябов» (2012).

## Биография

### Детство и юность в Херсоне

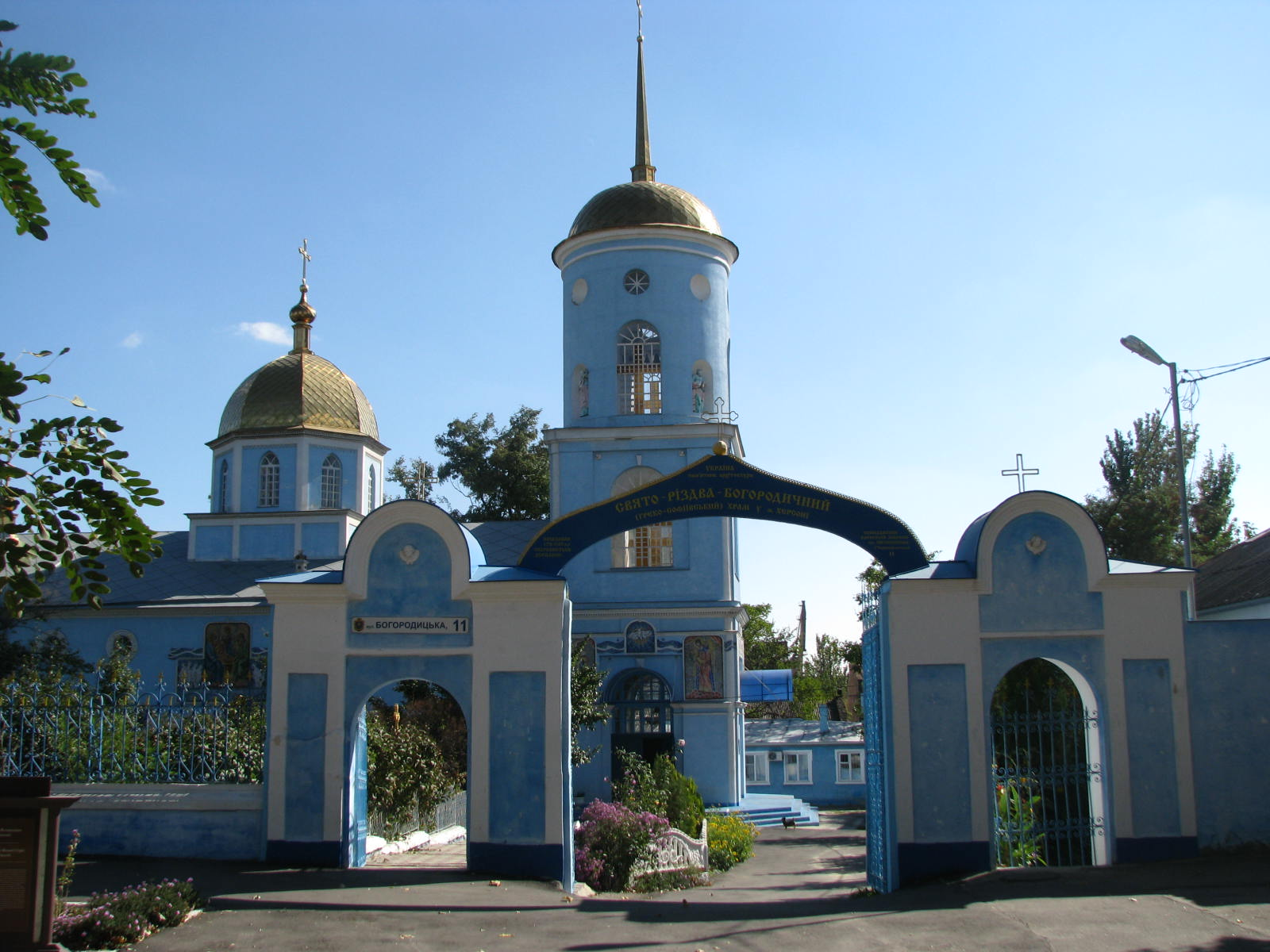
Жизнь всех представителей рода Франжоли самым тесным образом была связана с Греко-Софийской соборной церковью

Андрей родился в Херсоне в бедной семье мелкого купца Афанасия Дмитриевича Франжоли и его жены Елизаветы Ивановны. Отец, владевший табачной лавкой, имел австро-венгерское подданство, подтверждаемое метрикой Греческой соборной церкви Херсона (Греко-Софийская церковь Рождества Пресвятой Богородицы), выданной в последний раз в 1871 году. Андрей был старшим сыном в семье. Кроме него, в семье было четыре младших брата: Георгий, Тимофей, Николай и Дмитрий, и три сестры: Евгения, Анна и Ольга. Андрей начал обучение в уездном училище, где довольно успешно учился. С 1861 года он обучался в Херсонской гимназии, закончил 4 класса, но затем, не завершив обучение из-за материальных затруднений, вынужден был искать себе работу.
Выдержав экзамен на должность аптекарского ученика, спустя три года он сдал экзамен на помощника аптекаря при Киевском университете. Вернувшись из Киева, Андрей вновь поселился в Херсоне и начал работать по специальности в херсонской аптеке Миллера (Мюллера). После этого, не переставая заниматься самообразованием, молодой человек самоучкой поступил Санкт-Петербургский технологический институт. Отъезду в столицу способствовало знакомство с народником С. Л. Чудновским. Весной 1869 года за участие в студенческих беспорядках Чудновский был выслан на родину, в Херсон; выслан из Петербурга, где учился в Медико-хирургической академии. Вместе с ним был выслан ещё один херсонский студент-медик — А. В. Корвацкий.
Вокруг этих людей в Херсоне образовался кружок революционно-настроенной молодёжи: фармацевты А. А. Франжоли и И. Н. Болотников, учительница Е. А. Болотникова, учащиеся гимназии М. Р. Ланганс, А. О. Лукашевич и Н. П. Макавеев, землемер, а в будущем археолог и этнограф П. 3. Рябков. Евгения Афанасьевна Франжоли была старшей из сестёр Франжоли, она вышла замуж за друга Андрея Франжоли — Ивана Болотникова. Дворянин И. Н. Болотников, так же как и А. А. Франжоли, работал помощником аптекаря в херсонской аптеке Мюллера.
Соломон Лазаревич Чудновский вспоминал на склоне лет, что Андрей Франжоли был тем человеком, с которым в этот период жизни его судьба сблизила особенно близко и сделала столичного студента «восприемником первых шагов его <Андрея Франжоли> сознательной жизни, столь рано и, увы, столь трагически прекратившейся». В то время аптека Мюллера была самой востребованной аптекой Херсона. Аптекарские помощники И. Н. Болотников и А. А. Франжоли более других молодых херсонцев были заинтригованы появлением в их городе ссыльных поднадзорных студентов из Петербурга. В то же время и Франжоли, и Болотников весьма тяготились своей аптекарской профессией, ничего, по словам мемуариста, не дававшей их уму и сердцу. И если Иван Болотников был человеком практичным, впоследствии он окончил петербургский Технологический институт, стал инженером-технологом, затем посвятил себя педагогической деятельности, дослужился до директора Полтавского земского ремесленного училища, то Андрей Франжоли практически всю жизнь оставался неисправимым идеалистом:

Франжоли был идеалист до мозга костей, человек, в высшей степени увлекающийся, энтузиаст, чуждый всяких практически-реальных соображений, — один из тех, о которых принято говорить, что они «не от мира сего»; в тиши своей аптекарской каморки он взростил в своём уме принципы и убеждения, которым он был предан до фанатической нетерпимости ко всем тем, кто их не разделял, при этом он не щадил даже самых близких и любимых им людей.— С. Л. Чудновский. «Из дальних лет». Отрывки из воспоминаний. 1869—1872 гг. Глава 3.
Несмотря на черты максимализма и нетерпимости в характере Андрея Афанасьевича С. Л. Чудновский в своих воспоминаниях называет его ласковым именем Андрюша, поскольку так «его любовно называли все близко знавшие…». Мемуарист вспоминает, что оба фармацевта готовы были делиться с ним последним куском, и сам он был желанным гостем днём и ночью в их комнате при аптеке, в которой молодые люди отдыхали в свободные от дежурства часы. Андрей готов был часами расспрашивать петербургского студента о столичной жизни, о животрепещущих вопросах, волнующих молодёжь. Не прошло и месяца после знакомства юных херсонцев, как Франжоли и Болотников заявили Чудновскому о своём решительном намерении оставить фармацевтическую деятельность и аптечную торговлю, чтобы добиться поступления в Технологический институт. Для этого друзья упросили С. Л. Чудновского перед поступлением в столичный вуз быть их репетитором по математике. Несмотря на кажущуюся неудовлетворённость профессией фармацевта Андрей Франжоли посвятил ей свою первую статью, опубликованную в 202 номере газеты «Новороссийский телеграф» за 1869 год. Статья называлась «Вопрос о женщинах-фармацевтах».
С тех пор прошёл ещё один год, друзья посвятили его подготовке к предстоящему поступлению в желанный петербургский институт. Кроме того, что днём они должны были выполнять кропотливую работу по изготовлению лекарств, продавать их покупателям, по ночам они готовились по предметам гимназического курса, экзамен по ним входил в обязательную программу для поступающих в Технологический институт. Работа с ночными посетителями аптеки также отнимала много сил у молодых людей, но год спустя они были готовы к поездке в столицу. С. Л. Чудновский в особенности отмечал трудоспособность и рвение Андрея Франжоли. Решение поступать учиться далось ему исключительно тяжело. Смерть отца обрекла его быть едва ли не единственным кормильцем большой семьи, которая жила почти исключительно на средства, зарабатываемые Андреем, а к своей семье он относился с большой заботой. Но Андрей принадлежал к тому разряду людей, которые готовы пожертвовать всем «ради достижения идеальной цели», — писал Чудновский. В Петербурге он рассчитывал поддерживать свою семью репетиторством. Помогла любимая сестра Евгения Франжоли (Болотникова), выучившаяся на учительницу. Её вхождение на самостоятельный путь отчасти освободило Андрея от подёнщины.

### Петербург, Херсон, Одесса. Начало революционной деятельности

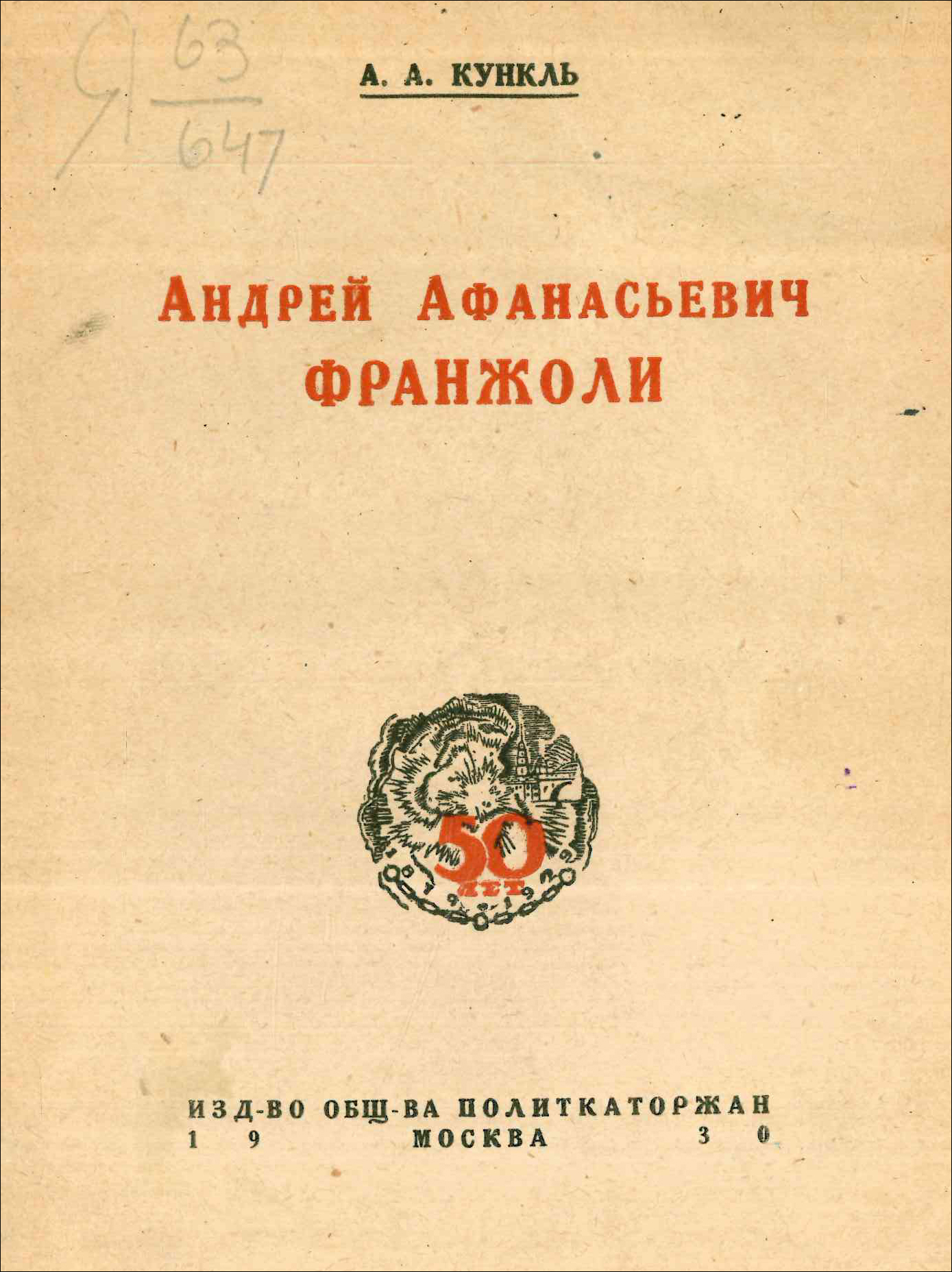
Обложка книги Альфреда Альфредовича Кункля «Андрей Афанасьевич Франжоли», 1930

Альфред Кункль, советский биограф Андрея Франжоли, в своей книге, вышедшей в 1930 году, утверждает, что юноша поступил в институт в 1870 году. Эту дату повторяет и современный исследователь биографии Франжоли — Николай Славнитский, а также некоторые другие авторы. Однако Соломон Чудновский недвусмысленно утверждает, что отъезд в Петербург осложнила Андрею смерть отца. По его словам, решение А. А. Франжоли о поступлении в Технологический институт созрело после упорной внутренней борьбы, поскольку на нём лежало содержание большой семьи, хотя в 1870 году Афанасий Франжоли ещё был жив. Ближе к истине дата поступления в институт в 1871 году, приводимая Большой энциклопедией Южакова и Большой Советской энциклопедией, но и она до конца не разъясняет недоразумений с датировками. Кировский историк-архивист Р. С. Шиляева утверждает, что 6 октября 1873 года Афанасий Дмитриевич Франжоли получил вид на жительство в Российской империи, будучи признан австрийским подданным.
Из этого следует, что либо сведения Р. С. Шиляевой неверны, либо ошибочны выкладки С. Л. Чудновского, увязывавшего поступление Андрея Франжоли в институт со смертью отца Афанасия Франжоли. Николай Морозов, известный народник и публицист, автор первой биографии Андрея Франжоли, опубликованной в журнале «Былое» в 1907 году, приводит дату поступления Андрея в институт, явно имеющую в себе корректорский промах — 1877 год. В феврале 1871 года закончилась херсонская ссылка Соломона Чудновского, с его отъездом в Одессу прекратил своё существование херсонский молодёжный кружок под его руководством. Церковная метрика херсонской Греко-Софийской церкви 1871 года на имя Афанасия Дмитриевича Франжоли также не может служить ключом к разгадке даты смерти Франжоли-старшего.
Так или иначе, в 1871 или в 1873 году, Афанасий Дмитриевич действительно умер, его имя в истории семьи Франжоли более не фигурировало, а Андрей Афанасьевич поступил в петербургский Технологический институт. Там он установил связи с некоторыми представителями общества «чайковцев», но в целом его знакомства на первый раз оказались слишком поверхностными, поскольку он пробыл в столице совсем не долго. Вскоре он оставил учёбу, покинул Петербург и отправился на юг. В Петербурге жизненные пути его и И. Н. Болотникова окончательно разошлись: зять Иван полностью посвятил себя учёбе в институте, по-родственному они сохраняли хорошие отношения, но жизненные устремления молодых людей слишком отличались. Причины для отъезда Андрея из Петербурга назывались разные: петербургский климат и его пагубное воздействие на здоровье молодого студента; по другим сведениям, причиной отъезда было исключение юноши из Технологического института за активное участие в студенческих волнениях.
Сначала Андрей Франжоли вернулся в Херсон и снова включился в работу молодёжного кружка, переписывался с В. А. Шлейснером — братом О. А. Шлейснер (Натансон), С. В. Мокиевским-Зубком и другими представителями революционной молодёжи. Они информировали его обо всех социальных и политических новостях жизни столицы. В частности, письмо В. А. Шлейснера Андрею Франжоли от 5 января 1872 года отражало интерес студентов к жизни народа в Санкт-Петербурге, попытки наладить среди городских рабочих организацию ссудо-сберегательных касс и тому подобную просветительскую деятельность. Эта переписка вызвала беспокойство III Отделения канцелярии императора, и оно сделало запрос в Херсонское жандармское управление на предмет поведения и образа мыслей Андрея Франжоли, в ответ на который в Петербург пришёл довольно благоприятный отзыв о бывшем студенте. Тем не менее, херсонских жандармов попросили негласно понаблюдать за молодым человеком, «не будет ли он способствовать распространению известного рода книг […] вредного социалистического направления в кругу молодёжи и не занимается ли группированием кружков с какими-либо особыми целями».
А Андрей Франжоли занимался именно той работой, которая так беспокоила столичных жандармов. Вернувшись из Петербурга на родину в 1871 году, он организовал в Херсоне библиотеку «чайковцев». С. А. Сильванский утверждал, что А. А. Франжоли не просто был вынужден покинуть столицу, но он был выслан оттуда за участие в студенческих волнениях. В родной город вместе с идеями Первого Интернационала Андрей привёз труды Фердинанда Лассаля, В. В. Берви-Флеровского, Н. Г. Чернышевского, Н. А. Добролюбова, Д. И. Писарева, «Исторические письма» П. Л. Лаврова. Таким образом, книги названных авторов положили начало библиотеке херсонского кружка семидесятников. И это была первая херсонская библиотека политической литературы, достаточно крупная по размерам. Она находилась на подпольном положении, несмотря на то что большинство книг было вполне легально издано. Вместе с тем незначительное количество привезённых из Петербурга брошюр было издано нелегально: народническая программа журнала «Вперёд!» Петра Лаврова, памфлет французского аббата-социалиста Ламенне «Слово верующего в народ» и так далее. Вероятнее всего, библиотека хранилась в лабораторной комнате всё той же аптеки Мюллера, в которой по ночам так любила собираться революционно-настроенная молодёжь Херсона. Нелегальные издания этой библиотеки были первой подобной литературой, оказавшейся в распоряжении А. А. Франжоли, М. Р. Ланганса, А. О. Лукашевича, Н. П. Макавеева, Е. А. Болотниковой и других херсонских семидесятников. Первая херсонская Общественная библиотека начала свою работу лишь год спустя, 18 июля 1872 года, но, разумеется, она совсем не располагала нелегальной и острополитической литературой.
В начале 1873 года в Херсон приехал Н. А. Чарушин, совершавший объезд тех российских городов, в которых народниками была налажена пропагандистская работа среди населения. Кроме Херсона, курьер чайковцев побывал в Москве, Орле, Киеве, Одессе, Николаеве и Харькове. Н. А. Чарушин встретился с А. А. Франжоли и рассказал ему о новых направлениях деятельности центрального петербургского кружка чайковцев. В мемуарах «О далёком прошлом» Н. А. Чарушин много позднее писал: «Город Херсон того времени — сравнительно небольшой, обычного типа губернский городок, расположенный на берегу Днепра, на песчаной местности, а потому и изрядно пыльный. По указанному адресу я без труда отыскал А. Франжоли, местного уроженца, проживавшего теперь в Херсоне в качестве ссыльного, высланного на родину из Петербурга за студенческие беспорядки в 1872 г.» Комментаторы воспоминаний Н. А. Чарушина со ссылкой на мнение Р. М. Кантора поясняют, что в 1872 году в петербургском Технологическом институте студенческие беспорядки не происходили, следовательно, Андрей Франжоли не мог подвергнуться высылке из Петербурга по этой причине
В конце концов Андрей начал собственное «хождение в народ». Он отправился в село Дружелюбовка Елизаветградского уезда Херсонской губернии и поступил на место домашнего учителя в имении ротмистра В. П. Касюры. Сначала ротмистр был доволен учителем своих детей, но затем быстро разочаровался в нём и написал донесение в Одесское жандармское управление. В нём он обратил внимание на пагубное влияние учителя на детей и на крестьян. Первое проявилось в насмешках над религией и внушении детям идей о социальном равенстве, второе направление обнаружилось в пропаганде среди крестьян представлений о безосновательности уплаты податей, об угнетении простого народа богатыми землевладельцами и т. п. Управляющий В. П. Касюры — Курилов доносил: «Хотя Франжоли при мне не говорил с крестьянами об их правах или о чём-нибудь другом, но высказанное вслух, как будто без цели, замечание или мнение его о свободе, равенстве людей и проч., действовало на рабочих возбудительно, и последние должны были понимать, что все их окружающие — угнетатели, а он Франжоли такой щедрый и милостивый. В последнем он успел, потому что в самом непродолжительном времени крестьяне и рабочие иначе и не называли его, как добрый и милостивый барин».
После Дружелюбовки, в 1872 году, Андрей Франжоли переехал в Одессу, где устроился при городской больнице фельдшерским учеником. В этом городе Франжоли установил прочные связи с местными революционерами, возглавляемыми народником Феликсом Волховским, развернувшим широкую пропаганду среди крестьян. Кружок Волховского, по словам Н. А. Морозова, представлял собой лишь одесский филиал «Большого общества пропаганды» или «кружка чайковцев», по имени одного из его участников — народника Н. В. Чайковского. Кроме Франжоли в кружок Волховского влились и другие херсонцы: Мартын Ланганс и Леонид Дическуло. В целях сближения с крестьянством Андрей Афанасьевич, как и многие другие его знакомые народники-пропагандисты, в конце 1873 года стал народным учителем и обосновался в селе Фастовцы Борзнянского уезда Черниговской губернии. В кружок Андрея Франжоли вошли братья Сергей и Владимир Жебунёвы, Мария Жебунёва (Блинова), Иван Трезвинский, Михаил Кац, Фёкла Донецкая и Георгий Трудницкий. Часть названных народников поселились в селе Плиски Борзнянского уезда, часть — в Конотопском уезде Черниговской губернии.
В селе Фастовцы Андрей проработал пять месяцев и за это время смог заслужить всеобщее уважение среди крестьян. Он обладал общительным характером, легко сходился с самыми разными людьми, вызывал доверие к себе, поскольку мог оказать крестьянам помощь не только в качестве учителя, но также в качестве лекаря и фармацевта. Работа учителем не приносила ему полного удовлетворения, поскольку он был скован педагогической рутиной, а это мешало более тесному сближению с народом. Франжоли наладил связь с киевским кружком Владимира Дебогорий-Мокриевича, который провозглашал необходимость полного слияния с народом, а не опосредованного общения с ним от лица чужеродной крестьянству интеллигенции, что, по мысли Дебогорий-Мокриевича, ставило пропагандистов в фальшивое положение и мешало открытому и равноправному общению с крестьянами.
Народники «Большого общества пропаганды» не были однородной массой; так, одесско-херсонские чайковцы с так называемыми «сен-жебунистами» тяготели к последователям народнической доктрины Петра Лаврова, а киевская группа таготела к бакунизму. Поэтому отдельные представители одесситов, а именно А. Костюрин, П. Макаревич и в какой-то мере А. Франжоли на первом этапе «хождения в народ» поддались бунтарским настроениям, но в конце концов были вынуждены подчиняться мнению большинства народников.

### Первый арест

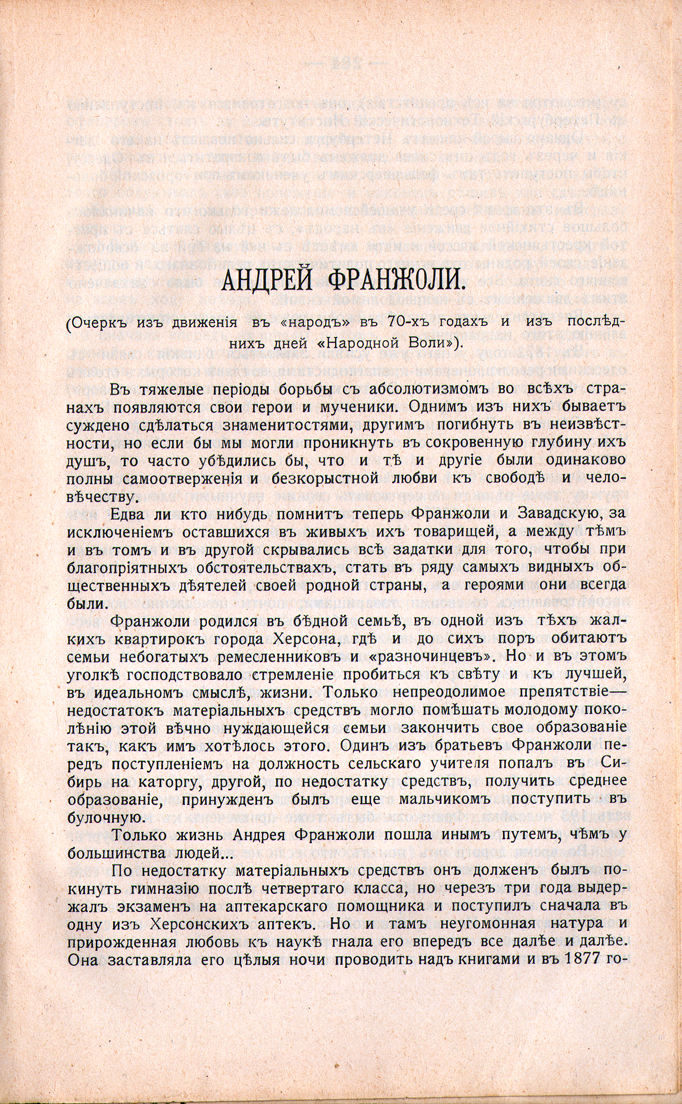
Статья Николая Морозова «Андрей Франжоли» в журнале «Былое», март 1907

«Возбудительная» пропаганда Андрея Франжоли вызвала определённый резонанс в крестьянской среде. Тем не менее Андрей Афанасьевич, до конца не удовлетворённый своей работой, по окончании учебного сезона с наступлением летних вакаций вернулся в Одессу, чтобы посоветоваться с товарищами, каким образом вести агитацию среди крестьян дальше. В Одессе вместе с Петром Макаревичем он стал брать уроки сапожного мастерства в мастерской Ивана Ивановича Свечинского (Свячинского) и вскоре вернулся в село Фастовцы, но на этот раз уже не в костюме учителя, а в рабочей одежде мастерового. Это было в августе 1874 года, незадолго до этого, в июле месяце, один из членов кружка «сен-жебунистов» — Г. С Трудницкий, начал выдавать своих товарищей жандармам. Из его доклада о Франжоли, в частности, следовало, что Андрей Афанасьевич в декабре 1873 года был в Киеве, где заявил членам кружка Жебунёвых, что «учительские обязанности пригодны для пропаганды». По южным губерниям России прокатилась волна арестов народников-чайковцев. 19 августа был произведён обыск и у Андрея Франжоли. При обыске жандармы обнаружили у него запрещённую литературу и переписку «преступного содержания», после этого Андрей был взят под стражу.
Председатель ЦК партии кадетов И. И. Петрункевич, бывший одним из активных земцев в 1870-е годы, вспоминал об этом: «После его неожиданного ареста в с. Фастовцах произошло среди населения возбуждение, и горячие головы предлагали идти отбивать своего учителя из рук жандармов». Сначала Франжоли поместили в Конотопскую тюрьму, но вскоре в сопровождении двух унтер-офицеров перевели в тюрьму Нежина, там он пробыл около двух лет сначала в одиночном заключении, а затем в камеру к нему поместили Михаила Каца, также арестованного за пропагандистскую деятельность в начале 1876 года. В 1875 году неподалёку от Нежина в селе Веркиевка (ныне село Вертиевка Нежинского района Черниговской области) жила его старшая сестра Евгения Франжоли (Болотникова). Она, видимо, помогала ему поддерживать связь с внешним миром.
Относительно предъявленных мне писем я отказываюсь дать объяснения о том, от кого они написаны и о каких лицах упоминается в них, и вообще всякие объяснения этого рода считаю возможным дать только на суде […] Причина, по которой я считаю возможным дать некоторые объяснения только на суде, заключается в том, что для связного и верного объяснения своих поступков я должен бы указать на некоторых лиц, которые, если бы я дал показания на предварительном следствии, были бы непременно потревожены и даже, может быть, подвергнуты заключению, тогда как давая объяснения на суде, где я буду иметь очные ставки с арестованными для выяснения моей невиновности, я избегну необходимости причинить беспокойство вышеупомянутым некоторым лицам.
Для Франжоли наступил длительный этап допросов, судебных разбирательств и иных следственных мероприятий. По сведениям А. А. Кункля, на допросах Андрей Афанасьевич держал себя с редким мужеством, отказываясь сообщать о товарищах-чайковцах компрометирующую их информацию. Так, он отказался давать показания на Петра Макаревича и его жену Анну Кулишёву (А. М. Розенштейн), на Лазаря Шварцмана и Ивана Свячинского, на Владимира Гардульского, Ивана Глушкова и Виктора Костюрина. В скупых словах, чтобы его запирательство не произвело совершенно невыгодного впечатления, он характеризовал лишь Ивана Трезвинского как хорошего учителя, а Фёклу Донецкую как учительницу посредственную. Отнюдь не все задержанные пропагандисты проявляли такое хладнокровие. Один из молодых коллег Франжоли — семнадцатилетный Александр Костюрин, — поддавшись на полицейские угрозы и в обмен на обещание освободить его из тюрьмы в том случае, если он чистосердечно расскажет всю информацию о Ф. В. Волховском, А. А. Франжоли и супругах Макаревич, дал 18 и 19 сентября 1874 года откровенные показания о многих чайковцах, оговорив при этом даже своего старшего брата Виктора Костюрина.
В этих показаниях А. Ф. Костюрин сообщил, что Ф. В. Волховский, А. А. Франжоли, В. Т. Голиков, Л. А. Дическуло, «какой-то Вильгельм» (имелся в виду Мартын Ланганс) и другие сообщники, «сходясь иногда у Макаревича, разговаривали о мерах к скорейшему возбуждению восстания». Спрошенный на дознании о несовершеннолетнем Костюрине Андрей Франжоли дал следующий ответ: «На все предложенные мне вопросы о личности Александра Костюрина, о моём знакомстве с ним и об отношениях к нему отказываюсь дать какие-либо объяснения». 24 июля 1876 года А. А. Франжоли и М. Н. Каца перевели из Нежинской тюрьмы в одесский тюремный замок. Здесь Андрей находился один месяц, а затем его отправили в Петербург, где в то время как раз разворачивались слушания по «Большому процессу о пропаганде в империи» или «Процессу ста девяноста трёх».

### Первый побег

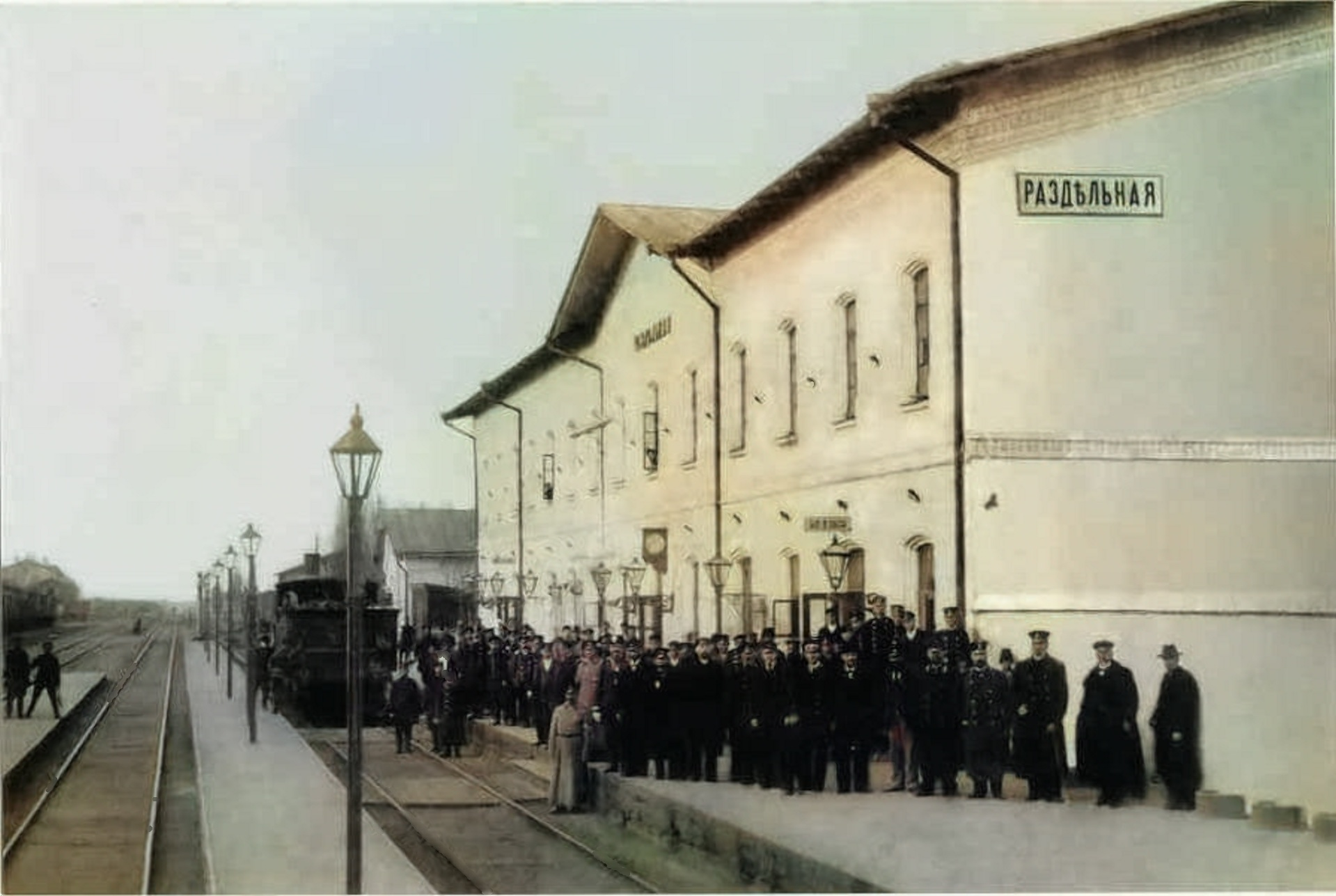
Станция Раздельная в 1893 году

В августе 1876 года в сопровождении двух жандармов Андрей Франжоли отправился на поезде из Одессы в Санкт-Петербург. Во время следования состава ему в голову пришла дерзкая мысль совершить побег. Но во время остановок на станциях жандармы усиливали контроль за арестантом. Единственная возможность ускользнуть от их слежки была войти в туалет и через окно выпрыгнуть на железнодорожную насыпь. Но сделать это было можно лишь на полном ходу поезда, когда у стражи не было тени сомнений, что арестант не сможет решиться на подобное безрассудство. Тем не менее Андрей решился на это и с риском для жизни привёл свой план в исполнение:
Николай Морозов писал, что когда Андрей вошёл в туалет, он плотно прихлопнул дверь и запер её изнутри, несмотря на сопротивление сопровождавшего его жандарма. Он распахнул окно вагона, после чего на полном ходу выскочил с поезда на полотно дороги. «Это было на Одесско-Балтийской железной дороге около станции Раздельной», — писал мемуарист. Стремительное движение поезда бросило беглеца сначала вперёд на шпалы, затем он перевернулся и больно ударился спиной о столбик, находившийся вдоль полотна, после чего свалился в канаву в двух или четырёх десятках шагов от места своего первоначального падения. Здесь он некоторое время находился без сознания, после чего, очнувшись, превозмогая сильную боль во всём теле, с трудом вылез из канавы и направился прочь от железной дороги.
Прыжок из поезда получился неудачным — во время падения Андрей повредил себе позвоночник и получил множественные ушибы. Из последних сил он удалялся в сторону от железной дороги, зная, что за ним неминуемо последует погоня. Не ориентируясь на местности, шатаясь и падая, он брёл вдоль железнодорожного пути на юг, обратно в сторону Одессы. Он скрывался несколько часов в лесу, лишённый еды и питья, пока в болезненном бреду не вышел к будке железнодорожного сторожа напиться воды, произошло это примерно в 20 верстах от места бегства. Будочник, будучи предупреждённым жандармами (а те устроили настоящую облаву на Франжоли на всех ближайших станциях), немедленно задержал неудачливого беглеца и сообщил о находке на соседнюю станцию. Андрей был вторично арестован и отправлен в петербургский Дом предварительного заключения.

### Процесс ста девяноста трёх

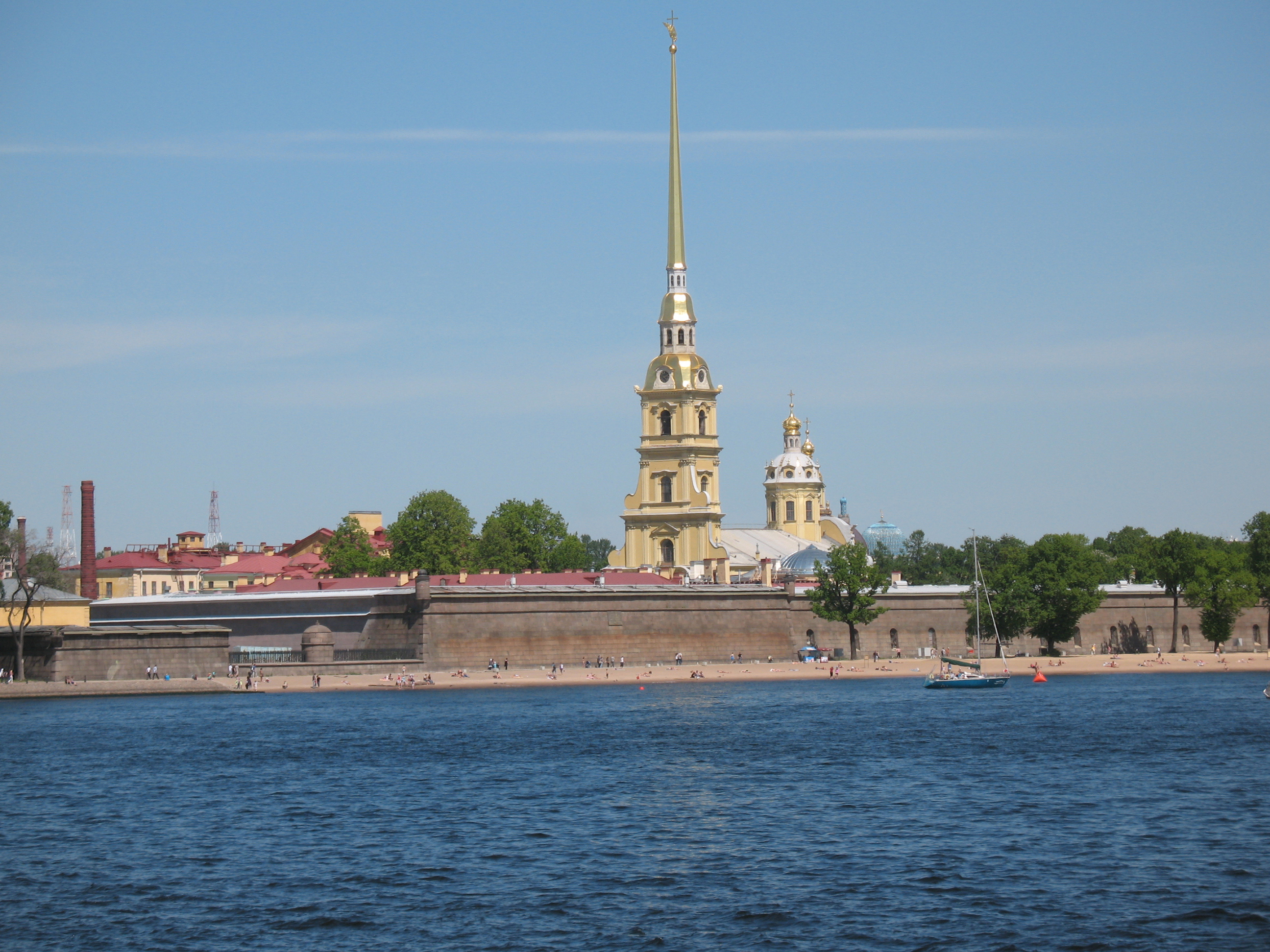
Трубецкой бастион Петропавловской крепости

В ДПЗ Франжоли пробыл недолго. Безрассудная попытка бегства приобрела ему среди жандармов репутацию решительного и опасного преступника, поэтому через несколько дней он был переведён в одиночную камеру Трубецкого бастиона Петропавловской крепости, где уже содержались участники Процесса ста девяноста трёх. Большинство из них не знали друг друга, движение народников было в значительной мере явлением стихийным, хотя и довольно массовым. Однако в руководстве III Отделения сложилось ясное представление о том, что участники «хождения в народ» представляют собой хорошо организованную и сплочённую организацию, её управлением в различных концах Российской империи занимается единое ядро революционеров, а структура «Большого общества пропаганды» — это хорошо продуманное объединение четырёх десятков кружков заговорщиков в единое тайное общество. Против такого обвинения возражали многие обвиняемые, в том числе и А. А. Франжоли.
В Трубецком бастионе Франжоли провёл почти год — с 6 ноября 1876 года по 11 октября 1877 года. Перед самим процессом Андрей Афанасьевич был вновь переведён в Дом предварительного заключения. Один из участников Процесса ста девяноста трёх Николай Морозов вспоминал о своей встрече с Андреем Франжоли в ДПЗ: «Все следы падения и серьёзной болезни, которую он вынес потом в мрачных казематах Петропавловской крепости, по-видимому, были уже залечены. Его смуглое лицо южанина казалось мало изменившимся от продолжительного заключения. Когда нас вывели всех 193 обвиняемых из наших одиночных камер в коридор Дома предварительного заключения и поставили в длинный ряд между разделявшими нас жандармами с саблями на голо, он показался мне даже менее бледным и изнурённым, чем большинство других». Заключённых перевели из ДПЗ в здание Окружного суда, где заседало Особое присутствие Сената. После опроса имени и звания началось чтение обвинительного акта. В следующие дни эта процедура стала повторяться, но вскоре она прекратилась, поскольку обвиняемые отказывались ходить на заседания суда.
Дело в том, что для удобства ведения судебного дела по такой многочисленной группе подозреваемых Особое присутствие Правительствующего сената разбило участников процесса на отдельные группы, а сам процесс было решено провести в закрытом режиме. Всего было 17 групп обвиняемых, Андрей Франжоли участвовал в процессе вместе с участниками первой группы, состоявшей из 27 человек, 17 из них были «чайковцами» (И. И. Гауэнштейн, С. В. Зубок-Мокиевский, А. И. Корнилова, А. Д. Кувшинская, М. В. Купреянов, А. Я. Ободовская, С. Л. Перовская, С. С. Синегуб, Л. А. Тихомиров, Н. А. Чарушин, Л. Э. Шишко, Д. М. Рогачёв, В. А. Стаховский, А. В. Ярцев, Ф. В. Волховский, А. О. Лукашевич и А. А. Франжоли); четыре участника (М. А. Орлов, С. П. Зарубаев, С. И. Виноградов, Г. А. Щеглов) из среды рабочих и несколько участников, дававших показания против первых групп (А. В. Низовкин, Ф. М. Любавский, М. А. Рабинович, М. А. Гриценков, Л. Д. Румянцев, Л. С. Городецкий). Дело Ф. В. Волховского, А. О. Лукашевича и А. А. Франжоли разбиралось впоследствии в десятой группе обвиняемых.
Всё это вызвало протесты большей части обвиняемых, решивших бойкотировать заседания суда. В их числе был и Андрей Франжоли. В зале Окружного суда на заседании 25 октября 1877 года он обратился к первоприсутствующему (председателю суда) сенатору К. К. Петерсу со следующим заявлением: «Я приведён сюда насильно. Меня держат в одиночном заключении четвёртый год за то, что причисляют к какому-то громадному тайному сообществу. Я надеялся, по крайней мере, здесь на суде ознакомиться с этим сообществом, а, между тем, меня хотят опять судить одиночно. Из-за чего же я четвёртый год в предварительном одиночном заключении? При таком условии я отказываюсь от суда и желаю быть уведённым отсюда».
И всё же обвинение настаивало на своей правоте. После удаления Франжоли из зала суда судебные заседания в течение трёх месяцев проходили заочно. 23 января Особое присутствие Сената признало вину А. А. Франжоли «во вступлении в противозаконное сообщество с целью ниспровержения в более или менее отдалённом будущем правительства и государственного устройства в Империи». Обвиняемый был приговорён к лишению всех прав, состояния и высылке в Тобольскую губернию. При оглашении вердикта Сенат ходатайствовал перед императором Александром II вменить Франжоли в наказание предыдущее время пребывания под стражей, учитывая «длительное нахождение в одиночном заключении во время предварительного ареста». Против ходатайства Сената выступил министр юстиции К. И. Пален, по его мнению, А. А. Франжоли «не может быть признан заслуживающим снисхождения». В споре Сената и К. И. Палена император встал на сторону Сената, и Андрей Франжоли был выпущен на свободу.

### Кратковременная свобода и второй арест

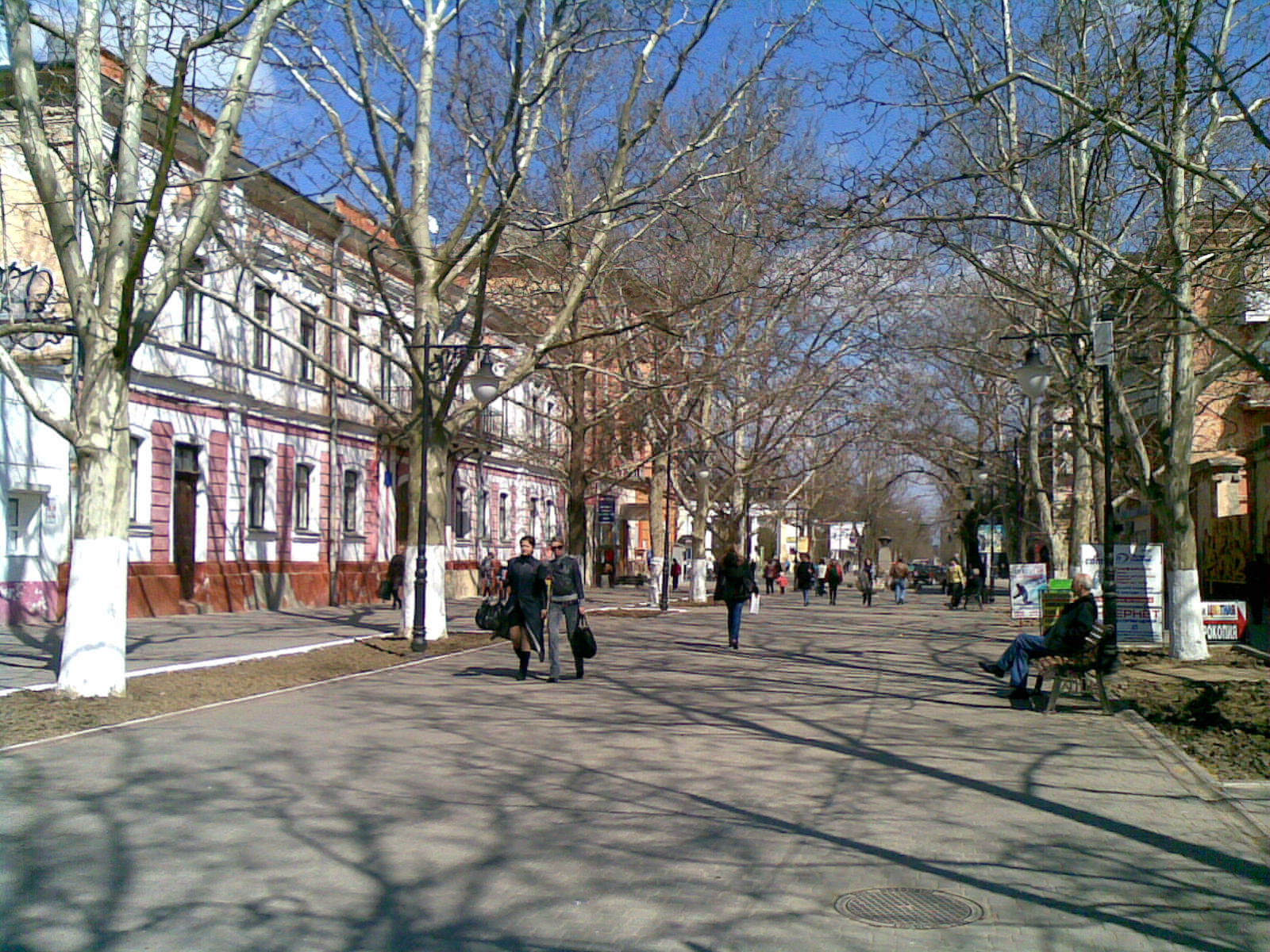
Улица Суворова в Херсоне. В доме № 12 (дом Е. В. Тарле) в своё время была аптека Мюллера (здание не сохранилось); в доме Подгайца была пекарня Кешалы, где работал брат Тимофей Франжоли

Обретя желанную свободу, Андрей Франжоли, наряду с другими бывшими «чайковцами», пытался реанимировать «Большое общество пропаганды». В конце февраля 1878 года он покинул столицу и уехал на юг. В его планы входило создание фонда для финансовой помощи товарищам, остававшимся в заключении. Для этого он организовывал литературные чтения; в их программу входило исполнение им перед публикой своих воспоминаний о пребывании в селе Фастовцы в качестве народного учителя и в Петропавловской крепости. Написанные воспоминания не могли быть им опубликованы в легальной печати по цензурным условиям, тем не менее, литературные чтения, происходившие в Киеве, Одессе и других городах юга России, имели успех и помогли собрать их автору некоторые средства. Не забыл Андрей Афанасьевич побывать в полюбившемся ему селе Фастовцы, крестьяне которого встретили своего бывшего учителя как старого друга. В конце июля А. А. Франжоли и его давний друг А. И. Желябов, также участвовавший в Процессе ста девяноста трёх, предполагали приобрести в Крыму собственный хутор, в котором можно было бы жить среди крестьян на артельных началах и таким образом на практике воплотить принципы народнического социализма.
Когда Андрей Афанасьевич приехал в родной Херсон, за ним был установлен негласный полицейский надзор. Таким образом удалось установить сомнительные, с точки зрения Херсонского жандармского управления, контакты А. А. Франжоли. Начальник жандармского управления лично появился на квартире подозреваемого и потребовал разъяснений относительно его гостей. В ответ на это хозяин квартиры наотрез отказался сообщить фамилии своих знакомых. В полицейском протоколе было сказано: «Действительно было два человека, но кто они такие, сказать не желает…, чтобы не подвергнуть тех лиц напрасному обыску, как это всегда делается». Вследствие этого на квартире Франжоли был произведён обыск, который не привёл ни к каким результатам. Вслед за обыском у Андрея Афанасьевича жандармы произвели обыск у Марии Максимовны Ковалёвой — сельской учительницы, жившей по соседству с квартирой Франжоли. Случайно удалось заметить, что женщина как будто пыталась что-то скрыть под кофтой. Там оказалось несколько запрещённых брошюр.
На очной ставке Франжоли и Ковалёва давали противоречивые показания по поводу принадлежности противоправительственной литературы, найденной у Ковалёвой. Андрей говорил, что брошюры принадлежали ему, и он дал их Марии Максимовне для прочтения, но где он их взял, он не помнит. Мария же возражала, что нашла книги в степи под Херсоном; Андрей Афанасьевич ей не давал никаких книг, так как это была её находка. Поскольку А. А. Франжоли всё равно разыскивался III Отделением, то дни его свободы были сочтены. Херсонским жандармским управлением М. М. Ковалёва была привлечена к дознанию на предмет хранения запрещённой литературы. Андрей Франжоли, как и большинство остальных отпущенных на свободу после процесса ста девяноста трёх народников, вовремя не успевших скрыться от полиции, был задержан и 13 августа 1878 года в административном порядке, то есть без суда, по распоряжению министра внутренних дел А. Е. Тимашева, был отправлен в ссылку в город Сольвычегодск, один из самых удалённых городов Вологодской губернии. Таким образом, ему удалось пробыть на свободе чуть более полугода.

### Ссылка в Сольвычегодск

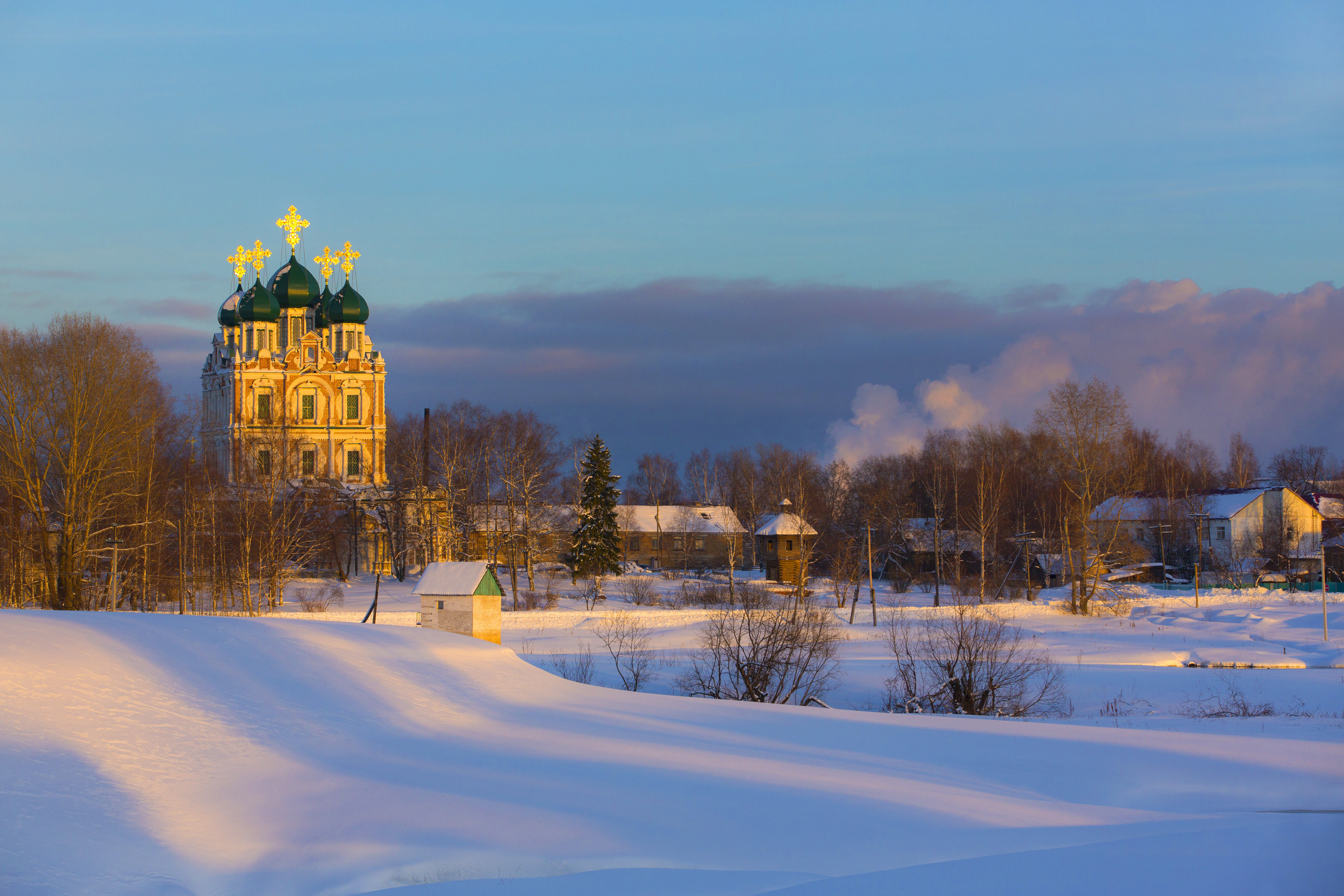
Введенская церковь в Сольвычегодске

Андрею Франжоли был назначен трёхлетний срок для отбывания ссылки. Подробности своей отправки в Сольвычегодск в весьма информативном письме к младшим братьям Тимофею (письмо адресовано непосредственно ему), Николаю (письмо было изъято при обыске именно у него) и некоей девушке Марусе детально излагает он сам. Помимо биографических сведений, письмо ярко иллюстрирует картину этапирования политических заключённых в 1870-х годах XIX столетия. Андрей сообщает, что в ссылку его доставили в течение 13 дней с остановками; доставили не пешим этапом, а конными упряжками в сопровождении жандармов. По его словам, херсонские жандармы были весьма обходительны, они сопроводили его до Николаева. Николаевские жандармы, в свою очередь, доставили его до Полтавы, при этом николаевские и полтавские жандармы отличались сдержанностью и почтительностью, однако Андрей Афанасьевич тут же замечает, что в Николаеве он попал в «сборную жандармскую команду»: «Целая сотня зверья, собранного из разных городов, таращила на меня свои хищные глаза».
Автор письма отмечает мздоимство харьковских полицейских, взявших с Андрея полтора рубля. Но зато ссыльный испытал определённый комфорт, находясь в тюрьме, хотя и содержался в одиночной камере, поскольку уголовные преступники, узнав, что Франжоли — политический, обеспечили заключённого табаком, едой, даже арбузами. Харьковские жандармы, по словам Андрея, «были весьма сносны и не проявляли […] излишней подозрительности». Курский жандармский полковник Пальшау был мелочным, но вежливым и порядочным в обращении, предоставив ссыльному чистую комнату, напоив его кофе и накормив бифштексом. Курские жандармы были людьми пожилыми и, по оценке Андрея, весьма солидными. В Орле не оказалось жандармского полковника, поэтому Андрей Афанасьевич три дня находился в тюрьме, ожидая его возвращения. В Туле, чтобы освободить одиночную камеру для ссыльного, выпроводили оттуда пять заключённых женщин.
При описании Москвы и её порядков Франжоли не жалеет мрачных красок: «Москва — это клоп, напившийся кровью человека, это кулак, разжиревший оттягиванием последних крох у бедняков. Когда я катил по тряским и вонючим улицам сего града, украшаясь сообществом 2-х жандармов, восседавших по обе стороны меня, то какие-то жирные, пузатые образины с налитыми кровью харями тыкали в меня пальцами и вопрошали: „Кучер или сам убийца?“ — подразумевая Мезенцова». Слов осуждения А. А. Франжоли удостаивается деятельность начальника московского губернского жандармского управления И. Л. Слёзкина, «который считается первейшим сыщиком России, который вместе с Жихаревым орудовал травлей, поднявшейся в 74 г. на всё живое, честное, человечное, который 14 августа 74 г. получил телеграмму из Бирзенского уезда: „Задержан учитель села Фастовцы А. Ф. <Андрей Франжоли>“, который изо всех сил бился, чтобы увеличить массу протестующего, гневного чувства в мыслящих людях и подвинуть их на избиение шпионов и чиновников». Зато с интонациями сочувствия к политзаключённым Франжоли рассказывает, как его привели в грязную камеру одной из московских тюрем: «Весь ряд страдальцев, шедших на муку в Сибирь и каторжные тюрьмы, проходил через неё. Стены её сплошь испещрены именами мучеников, борющихся за личность человека, за народ. Сколько знакомых имён встретил я…».
Современный исследователь в качестве примера исключительной резкости приватных оценок Андрея Афанасьевича приводит следующий его отзыв: «жандармы московские ― сволочь первостатейная ― хлыщи, нахалы, глупцы, так и просят, чтобы плюнуть в их пошлейшую образину». Андрей добавляет к этому, что это не только его мнение: «Другие испытали на себе их мерзость во всём её безобразии; так, Завадскую, сосланную сюда, они оскорбляли подлейшим образом: не стесняясь, вели циничные разговоры, кричали на неё, топали ногами и чуть не прибили. И это такая паскудная ничтожная тля, как простые жандармы куражатся над больным, измученным человеком, что же ждать от более властных хищников». По этому поводу автор письма вспоминает историю с Боголюбовым, которая, по его словам, не исключение, а правило. Русский революционер-народник А. С. Боголюбов, находясь в заключении в петербургском ДПЗ, во время прогулки по тюремному двору не снял шапку перед петербургским градоначальником Ф. Ф. Треповым, за что 25 июля 1877 года был наказан розгами. «Боголюбовская история» спровоцировала беспорядки в тюрьме и стала поводом к покушению Веры Засулич на Трепова 5 февраля 1878 года.
В том же негативном русле строится мнение Франжоли об ярославских жандармах и ярославской тюрьме, последняя, по оценке Андрея Афанасьевича, хуже, чем Петропавловская крепость. Из Ярославля ссыльный отправился в Вологду, где прожил три дня, а затем уже 540 вёрст он ехал на почтовом экипаже с одним охранником в Сольвычегодск, куда прибыл через четыре дня. Кроме описания своего пути в ссылку, Андрей благодарит братьев за присылку ему его статей, писем от друзей (Н. П. Макавеев (Маккавеев) и М. Р. Ланганс) и близких, рассказывает о трудной судьбе друзей-заключённых, с которыми ему приходилось сталкиваться в своей деятельности (Царевский, В. П. Рогачёва (Карпова)), проходившая по Процессу ста девяноста трёх, А. Ф. Медведев-Фомин и др., отдаёт братьям распоряжения переписать его письмо и показать его друзьям-народникам Ф. М. Юрковскому, известному в подпольных кругах как «Сашка-инженер», М. Р. Лангансу, Н. П. Макавееву и др., сообщает, что он переписывается с политическими ссыльными в других городах и оказывает им финансовую помощь (в частности, С. Л. Чудновский свидетельствовал, что в 1879 году получил последнее письмо от А. А. Франжоли, и оно было по обыкновению радостное и восторженное), интересуется публикацией своих статей и судьбой херсонской девушки Маруси, сожалеет о потере её фотокарточки (изъятой ярославским жандармским генералом), называя Марусю дорогим и близким ему человеком В конце письма его автор не забывает послать поклон маме.
Сведений о пребывании Франжоли в Сольвычегодске сохранилось немного. Сосланный народник сперва хотел устроиться на работу в местную больницу, но его намерению не суждено было осуществиться. Он вновь вынужден был учиться шить сапоги. Известно, что надзор за Андреем Афанасьевичем продолжался и в ссылке, внимательно изучалась вся его переписка, вскрывались посылки. Так, беспокойство жандармов вызвало письмо из Рязани на имя Франжоли, подписанное лишь инициалами Т. А. Автор письма выражал сочувствие Андрею в его участи ссыльного и предлагал писать ему в Рязань на имя Надежды Матвеевой. Жандармское управление распорядилось задерживать все письма, поступающие на имя Н. Матвеевой в Рязани, но по правилам Министерства почт и телеграфов задержанию подлежала лишь корреспонденция лиц, привлечённых к дознаниям, и только с разрешения министра внутренних дел. Тогда 4 декабря 1878 года шеф жандармов А. Р. Дрентельн обратился на имя министра внутренних дел Л. С. Макова:

Милостивый государь Лев Савич! В видах обнаружения местопребывания одного из важных социалистов, давно бежавшего за границу и ныне тайно возвратившегося в Россию, необходимо было бы обратить внимание на корреспонденцию, адресованную в г. Рязань на имя Надежды Дмитриевны Матвеевой, рождённой Дубенской. Вследствие чего имею честь покорнейше просить Ваше превосходительство, не изволите ли признать возможным сделать распоряжение по сему предмету и о последующем почтить меня уведомлением.— А. А. Кункль. «Андрей Афанасьевич Франжоли». Письмо А. Р. Дрентельна Л. С. Макову 4 декабря 1878 г. С. 18—19.
Биограф А. А. Франжоли Альфред Кункль, подчёркивая выделенный текст, указывает тем самым на явную ложь А. Р. Дрентельна в официальном письме в его попытке любым путём получить доступ к переписке Андрея Франжоли, придумав какую-то историю о приехавшем из-за границы таинственном и важном государственном преступнике. 6 декабря 1878 года министр внутренних дел ответил шефу жандармов, что им отдано соответствующее распоряжение о досмотре всей корреспонденции, следующей в Рязань в адрес Н. Д. Матвеевой. Однако другой советский исследователь биографии Андрея Франжоли — Б. Г. Михайлов, — сообщает иные подробности этой переписки. У Надежды Дмитриевны Матвеевой (Дубенской) была сестра Екатерина Дмитриевна Дубенская, и именно с ней и должен был встретиться известный революционер-народник и эмигрант Д. А. Клеменц, прибывающий из-за границы. В 1879 году он был изобличён и задержан жандармами после прибытия в Россию. Поэтому подозрения шефа жандармов А. Р. Дрентельна о важном социалисте-эмигранте оказались небезосновательными. В конце октября 1878 года письмо Дубенской на имя Франжоли оказалось в руках вологодской полиции, так жандармам стало известно о возвращении Д. А. Клеменца. Но несмотря на вмешательство жандармов переписка с Дубенскими продолжалась, 9 ноября 1878 года по шифрованному адресу письмо Дубенским отправила Е. Ф. Завадская, но и это письмо попало в руки жандармов.
Удручённый своей оторванностью от активной политической жизни, притесняемый местной администрацией, скованный мелочной опекой, досмотром его вещей, перлюстрацией его писем и тому подобными проявлениями гласного надзора, Андрей Афанасьевич в мае 1879 года вынужден был обратиться на имя министра внутренних дел с просьбой о высылке его как подданного Австро-Венгрии за границу. 12 июня 1879 года А. Р. Дрентельн изложил своё видение ситуации с высылкой Франжоли министру внутренних дел. Отказ удовлетворить ходатайство Франжоли начальник III Отделения мотивировал тем, что ввиду существующих законоположений административная высылка вообще не распространяется на иностранцев, их просто высылают за границу без возврата. Отличие ситуации иностранца Франжоли в том, что он был осуждён судом Сената, и, значит, его наказание надо рассматривать не как административную высылку, а как последствие решения суда:

Между тем, порядок этот не может быть применён к Франжоли, и он, несмотря на иностранное подданство, в настоящее время, казалось бы, высылке за границу не подлежит. Меру взыскания, на него наложенную, следует рассматривать как последствие приговора суда... Если приговор этот не был тотчас же приведён в исполнение, то исключительно в силу монаршьего снисхождения... Трёхлетний срок отдачи под надзор полиции есть срок испытания, и ему должен быть подвергнут каждый осуждённый — будет ли он иностранец или русский подданный.— А. А. Кункль. «Андрей Афанасьевич Франжоли». Письмо А. Р. Дрентельна Л. С. Макову 12 июня 1879 г. С. 19—20.
В заключение жандармское ведомство пригрозило Франжоли отправкой в Тобольскую губернию вместо высылки за границу, если он «скомпрометирует себя в политической неблагонадёжности» какими-либо новыми деяниями. По мнению советского исследователя, в данном случае царское правительство совершало над Франжоли акт беззакония.

### Знакомство с Евгенией Завадской и второй побег

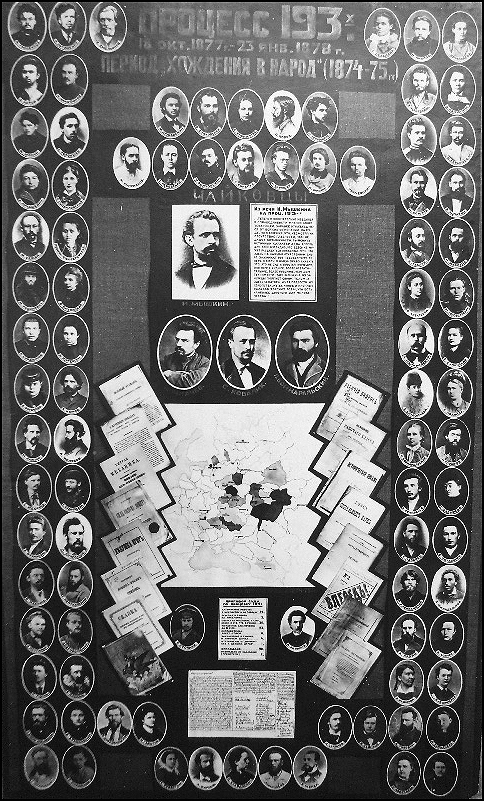
Участники Процесса ста девяноста трёх. Фотомонтаж из 93 фотографий. 1920—1930 гг. Андрей Франжоли шестой снизу слева

Кроме самого Андрея Афанасьевича, сольвычегодскую ссылку отбывали Ф. А. Щербина и Евгения Флориановна Завадская. Франжоли остановился на квартире Щербины, жившего с женой, и жил, по его словам, «по-барски», в то время как Е. Ф. Завадская жила отдельно «по-крестьянски». В судьбе молодых людей было много общего: девушку сослали в Сольвычегодск после Процесса ста девяноста трёх, она приехала лишь за месяц до появления здесь Андрея, оба учились, так и не завершив своего образования, Е. Ф. Завадская была медиком, учившимся в Цюрихском университете, а Андрей — фармацевтом, и тот, и другой предпочли медицине революционную борьбу, обрекшую их на скитания по тюрьмам и ссылкам, оба «ходили в народ», были учителями и занимались агитацией среди крестьян, в своё время оба привлекались к дознанию Херсонским жандармским управлением, но до ссылки в Сольвычегодск их пути не пересекались, оба были одиноки в далёкой от их родных южных губерний северной ссылке. В 1879 году они решили пожениться, и с этого времени их судьбы стали неотделимы друг от друга.
Лев Тихомиров отмечал, что их брак был «невенчанным», гражданским, детей у них никогда не было. Андрей в это время уже был болен, поэтому Евгения Завадская ухаживала за ним. Семья молодых революционеров поддерживала прочные связи с семьями других сольвычегодских ссыльных и имела среди них большой авторитет, молодым людям оказывали внимание и сочувствие, как и они, в свою очередь, помогали своим ссыльным товарищам. В Сольвычегодске Андрей и Евгения по-прежнему занимались агитацией среди местного населения, чем вызвали неудовольствие местного уездного исправника Кульчицкого, поэтому из-за «вредного влияния» Франжоли, оказываемого на местное население, исполняющий должность вологодского губернатора Л. И. Черкасов в феврале 1880 года обратился на имя министра внутренних дел с ходатайством о высылке А. А. Франжоли в Сибирь: «Во время пребывания в здешней губернии не только не проявил намерения отказаться от своих заблуждений… и прервать свои сношения с кружком проникнутых противоправительственными идеями лиц, но, напротив, своим образом жизни и перепиской постоянно обнаруживал упорную решимость следовать прежнему направлению…».
5 марта министр внутренних дел Л. С. Маков получил реляцию из III Отделения о том, что жандармское ведомство не имеет ничего против высылки крамольного поднадзорного в Сибирь, учитывая его пагубное влияние на политических ссыльных. 16 марта 1880 года, не дожидаясь отправки в Сибирь, Франжоли, Завадская вместе с вновь прибывшими ссыльными В. С. Серпинским, мужем и женой И. В. Калюжным и Н. С. Смирницкой совершили дерзкий побег из ссылки. Сам побег был тщательно продуман и хорошо организован. Незадолго до совершения побега все его участники переехали из своих квартир в собственный дом полицейского исправника Кульчицкого, в связи с этим обязанность наблюдать за ссыльными Кульчицкий исполнял лично. Но успокоенный тем, что все поднадзорные находятся вместе у него дома, уездный исправник осуществлял формальное наблюдение, изредка появляясь дома и не обязывая ссыльных ежедневно являться в полицейский участок, более того, другим полицейским не разрешалось приходить в дом к нему. Поэтому у беглецов была возможность хладнокровно всё взвесить, собраться и выбрать оптимальный момент для побега.
Помощь в организации побега осуществлял ссыльный Алексей Станиславович Белевский, живший в этом же доме Кульчицкого. Сам он отказался от побега, но когда в дом к Кульчицкому приходили поинтересоваться, где остальные ссыльные, он всякий раз отвечал, что они отлучились в город. Таким образом, о бегстве поднадзорных стало известно лишь неделю спустя, когда те уже были слишком далеко. Пятеро участников побега оставили после себя письмо, в котором объясняли причины своего поступка. По их словам, они не могли более испытывать многочисленные притеснения со стороны местного полицейского руководства. Сольвычегодские полицейские парировали все обвинения тем, что подобные инсинуации не более, чем выдумка и самооправдание: «Из Сольвычегодска скрылись политические ссыльные Франжоли, Серпинский, Калюжный, Завадская и Смирницкая. Хотя, по словам жившего с ними и оставшегося здесь ссыльного Билевского, причина побега ссыльных, будто бы, мои стеснения и грубое обращение с ними, но, по моему мнению, этими словами они только маскируют понятную всем настоящую цель побега».
Побег получился вызывающим. Поскольку розыскные мероприятия должны были организовываться через губернатора, то у беглецов была возможность во время этих бюрократических согласований уйти ещё дальше от места побега. Впоследствии исполняющий должность вологодского губернатора предложил отправить в Сибирь А. С. Белевского «за укрывательство побега сотоварищей», однако министр внутренних дел распорядился перевести сообщника в город Мезень, Архангельской губернии, но уже через полтора год он был выслан в Томскую губернию. Уездный полицейский исправник Кульчицкий, допустивший по своей халатности побег ссыльных, был отстранён от должности. Между тем беглецы, чтобы сбить со следа предполагаемую погоню, выбрали длинный путь для возврата в столицы. Сначала они добрались до Казани, не имея никого из знакомых в этом городе, Андрей Франжоли направился к Казанскому университету. Он обратился к одному из выходивших студентов, чей вид внушал доверие революционеру, и рассказал о своём безвыходном положении. Студент не обманул ожиданий Франжоли и отвёл его к своим товарищам. Вместе они собрали сумму, позволившую чете Франжоли доехать до Москвы. В Москве Андрею удалось разыскать членов организации «Народная воля», которая возникла уже в их отсутствие, и они помогли Андрею и Евгении доехать до столицы.

### Участие в «Народной воле» и убийство Александра II
Во время нахождения Франжоли в северной ссылке в раскладе революционных сил Российской империи произошли значительные изменения. «Большое общество пропаганды», организованное «чайковцами» в начале 1870-х, летом 1878 года фактически перестало существовать из-за многочисленных арестов. Его остатки влились в народническую организацию «Земля и воля» М. А. Натансона, Д. А. Лизогуба, А. Д. Михайлова и других, организованную ещё в 1876 году. Но и эта организация прекратила своё существование в 1879 году, распавшись на общество «Народная воля», представленную в основном бывшими народниками, избравшими в качестве одного из наиболее важных методов политической борьбы — терроризм, и общество «Чёрный передел», верное прежним традициям народнической пропаганды. «Чёрный передел» просуществовал недолго, уже к 1881 году его деятельность была фактически свёрнута, а ядро чёрнопередельцев из группы Г. В. Плеханова, В. И. Засулич, Л. Г. Дейча, П. Б. Аксельрода окончательно отошло от народничества и в 1883 году в Женеве организовало первую марксистскую организацию «Освобождение труда».
С момента побега из ссылки и до отъезда в Швейцарию Андрей и Евгения жили в России на нелегальном положении как муж и жена. Личные связи и идейные предпочтения определили выбор Андрея Франжоли в пользу участия в «Народной воле». Практически сразу после приезда в Петербург оба супруга были приняты в состав Исполнительного комитета «Народной воли», а летом 1880 года, по поручению Исполнительного комитета, они были отправлены в Москву для поправки здоровья Андрея и восстановления там ослабевшей революционной организации. А. И. Желябов считал Андрея Афанасьевича одним из самых выдающихся пропагандистов, обладавших умением оказывать исключительное влияние на своих слушателей. Зимой 1880 года А. А. Франжоли вернулся из Москвы в Петербург и вошёл в состав «рабочей группы» «Народной воли», в задачу которой входила организация пропаганды среди пролетариата, привлекал новых пропагандистов из числа интеллигенции для ведения кружковой работы среди рабочих, участвовал в издании «Рабочей газеты» (№ 1 — декабрь 1880, № 2 — январь 1881, № 3 — декабрь 1881). Исполнял и другие поручения Исполнительного комитета, в том числе, той же зимой 1880—1881 гг. принимал участие (через арестованного С. Г. Ширяева) в организации предполагаемого побега из Алексеевского равелина Петропавловской крепости С. Г. Нечаева, отбывавшего там двадцатилетнее заключение, вместе с самим С. Г. Ширяевым.
Однако вскоре все силы «Народной воли» были сосредоточены на подготовке покушения на императора Александра II, остальные задачи были отодвинуты на второй план. Болезнь Андрея Афанасьевича всё время подтачивала его силы, поэтому он практически перестал выходить из своей конспиративной квартиры, снятой в Петербурге его женой на чужое имя. Будучи инвалидом, он стал малоподвижным и не мог принимать активного участия в подготовке покушения. Если бы не это обстоятельство, отмечает Николай Морозов, влияние Андрея Франжоли на деятельность «Народной воли» могло быть не меньше влияния его друга Андрея Желябова. Тем не менее, Исполнительный комитет принял решение разместить динамитную мастерскую в его с Завадской квартире. Это решение было обусловлено тем, что жилище больного не могло вызвать ничьих подозрений, в то же время хранящиеся в нём взрывчатые вещества находились под постоянной и надёжной охраной.
Инициатива этого решения исходила от самого Андрея Афанасьевича, он взял в своё ведение заведование динамитной мастерской, а инженеры Технической группы Н. И. Кибальчич и М. Ф. Грачевский перенесли к нему в дом свою химическую лабораторию. Франжоли осознавал, что при случайном обнаружении динамитной мастерской у него дома он уже не сможет никуда скрыться. В конце концов расчёты террористов оправдались: химическая лаборатория не была обнаружена, и ручные бомбы, изготовленные из материалов динамитной мастерской бывшего фармацевта (гремучая ртуть, пироксилин, нитроглицерин и т. д.), сделали своё смертоносное дело, брошенные в государя И. И. Гриневицким и Н. И. Рысаковым, они сработали и оборвали жизнь Александра II. Однако сами метательные снаряды в количестве 4 штук, по воспоминаниям народоволки А. В. Якимовой-Диковской и жены М. Р. Ланганса, изготавливались не на квартире Франжоли, а на квартире народовольца Г. П. Исаева непосредственно в ночь перед покушением 1 марта
После убийства императора 1 марта Франжоли и Завадская по решению Исполнительного комитета (на этом настаивал Л. А. Тихомиров) уехали на Кавказ для лечения Андрея. Осенью того же года, после лечения минеральными водами, чета Франжоли возвратилась в Москву, где пропаганда среди рабочих вновь была возобновлена. Кроме этого, Андрей Афанасьевич и Евгения Флориановна предприняли организацию «Христианского братства» — тайного общества, основанного народовольцами, ставившего перед собой задачу вести пропаганду среди сектантов, раскольников и прочих противников официальной церкви. Об интересе к этой категории верующих Андрей рассказывал ещё в своём письме из Сольвычегодска к братьям Николаю и Тимофею. Типография «Христианского братства» находилась в московской квартире Франжоли. Однако, как писал Николай Морозов, все попытки завязать отношения с гонимыми раскольниками ни к чему не привели.

### Эмиграция и смерть
Всё это время Евгения Завадская не переставала ухаживать за больным мужем. В 1882 году в Москве начались массовые аресты среди народовольцев, поэтому Франжоли вынуждены были вновь уехать на юг. В Саратове они некоторое время поддерживали отношения с В. П. Дегаевым, младшим братом С. П. Дегаева. Двойной агент Сергей Дегаев впоследствии выдал жандармам Веру Фигнер. В Харькове Франжоли и Завадская встретились с В. Н. Фигнер. Ввиду того, что кадры «Народной воли» к этому времени весьма поредели, Вера Николаевна предполагала дать супругам новое партийное поручение, но учитывая тяжёлое состояние Андрея, она вынуждена была отказаться от своего намерения. Товарищи А. А. Франжоли и Е. Ф. Завадской давно уговаривали супругов покинуть Россию и ехать за границу в поисках необходимого лечения, но Андрей до последнего момента отказывался от идеи покинуть Россию. Лишь когда в феврале 1883 года была арестована Вера Фигнер, — последняя яркая представительница «Народной воли» и подруга Евгении Завадской со времени их совместной учёбы в Цюрихском университете, супруги приняли решение временно покинуть Россию.
Благодаря усилиям Евгении Завадской, сумевшей организовать беспрепятственное пересечение российской границы двух революционеров, находившихся на нелегальном положении, им удалось весной 1883 года уехать в Швейцарию и поселиться в Женеве. При транспортировке больного Андрея в дороге у него случился перелом руки. Ещё до этого у него была сломана нога. Андрей не мог сделать ни одного неосторожного движения без риска повредить свои хрупкие кости. Н. А. Морозов сообщает, что в Женеве у Андрея в ногах началась водянка, а в лёгких пневмония. По другим сведениям, у больного обнаружился порок сердца и туберкулёз лёгких. Вся жизнь стала для Андрея Афанасьевича медленным угасанием, а для Евгении Флориановны мукой потерять любимого мужа, однако оба революционера стоически переносили выпавшие на их долю испытания. 6 августа 1883 года А. А. Франжоли умер. Его супруга не смогла перенести горя и в этот же день приняла смертельную дозу опиума. В посмертной записке она написала, что сделала это с согласия своего мужа. Лев Тихомиров в эмигрантском «Вестнике Народной воли» опубликовал некролог двух революционеров. На смерть супругов заметкой «Два гроба» откликнулась эмигрантская газета «Общее дело».

## Происхождение рода Франжоли. Семья и братья
Кроме недоразумений с датой смерти отца Афанасия Дмитриевича, который умер не то до поступления Андрея в институт, не то после, биография А. А. Франжоли содержит несколько других противоречий. В их числе национальная принадлежность всех Франжоли, их корни в России и за рубежом; дата рождения матери Елизаветы Ивановны; семейные мифы о происхождении Франжоли от гарибальдийцев и т. д. Лев Тихомиров в воспоминаниях о Франжоли писал: «Андрей Франжоли был родом южанин — не то из Херсона, не то из Кременчуга, очень мешаного племени и сохранял даже австрийское подданство. Но по душе это был чистый мужик-малоросс. […] Сам язык его сохранял южнорусский акцент и народные обороты и выражения, а склад мысли и симпатий — всё было малорусское». Близко знавший Андрея Афанасьевича с 1869 года С. Л. Чудновский сообщал: «Франжоли же по отцу и по матери был итальянец, родом из подвластной Австрии Италии, и не только его отец, но и сам Андрей оставались (что весьма огорчало последнего) австрийскими подданными, хотя Андрей и душой, и телом был самым преданным сыном России, до самозабвения любившим её…». Николай Константинович Бух, революционер-народник, встречавшийся с А. А. Франжоли в Одессе в 1878 году, в своих «Воспоминаниях» писал, что «видел здесь Франжоли, щупленького, оживлённого еврейчика». В справке о подсудимом Франжоли на Процессе ста девяноста трёх сказано, что его национальность — итальянец.
Современный исследователь А. М. Молодцов обратился к данным одесских и херсонских архивов и выяснил следующие подробности. Характерная итальянская фамилия Франжоли на самом деле могла скрывать многонациональные корни. Херсонские купцы с подобными фамилиями жили в городе ещё с 1800-х годов. Цесарскоподданные Иван и Дмитрий Франжоли, возможно, братья, упоминаются то как женихи, то как шаферы, то в качестве отцов, при этом иностранная фамилия коверкается приходскими священниками то на французский, то на греческий, то на османский манер: Франжол, Франжола, Франжёль, Франжольи, Франополи, Франжоглу. Иван Франжоли указывается сыном Фёдора Франжоли, но ветвь Андрея ведёт своё начало от предка Дмитрия. Иван Франжоглу (в 1828 году его упомянут как Ивана Франополи) в 1810 году женился на Домне Сербиновой. В 1816 году иностранный грек Иван Франжоли выступает в качестве поручителя жениха, а в 1824 году иностранные купцы Иван Франзоли и Дмитрий Франзоли вдвоём были поручителями невесты. Дмитрий был трижды женат, среди его невест не было ни одной итальянки, от одной из его жён родился Афанасий Дмитриевич — отец Андрея Афанасьевича. Во всех случаях присутствует указание на иностранное подданство Ивана и Дмитрия, чаще всего говорится о том, что два этих человека являются цесарскоподданными, то есть подданными Австрийской империи, Австро-Венгрией она стала называться несколько позднее.
Подводя итог этой несколько сумбурной информации, исследователь приходит к выводу, что херсонские Франжоли, как и многие другие жители молодого и многонационального Херсона, населяемого выходцами со всей Европы и передней Азии, имели неясные, возможно, греко-османские или греко-итальянские мультинациональные корни. При этом, отмечает Молодцов, важно не столько, кем были их предки, греками или итальянцами, сколько то, что за период длительного проживания в России они в значительной мере ассимилировались с местным населением, утратив язык, родственные связи с предполагаемыми родственниками в Австро-Венгрии, у них не было никаких документов, подтверждающих их принадлежность к какому-либо из сословий Австро-Венгерской империи, а 1879 году генеральный консул Австро-Венгрии в Одессе отказался принимать младших братьев Франжоли, когда временный одесский губернатор Э. И. Тотлебен намеревался выслать их в Австро-Венгрию.

## Отражение судьбы Андрея Франжоли в литературе
Времени терять было нечего. Ещё час езды — и перед ним раскроется чёрная пасть тюрьмы, откуда ему, быть может, вовеки не выбраться на свет Божий.<…>

Обе дверцы были заперты, он это знал. Но окно было для него достаточно широко. Он спустил стекло. Шум и грохот поезда ворвался в вагон вместе с струёй свежего воздуха.<…>

Но когда он опустил голову и взглянул прямо под поезд, то пришёл в ужас. Быстро уплывавшая спереди почва здесь неслась с одуряющей быстротой. Камни, шпалы — всё сливалось в один непрерывный, бешеный, смертоносный поток.<…>

Не теряя ни минуты более, молодой человек скользнул вниз и повис на правом локте над чёрной стремительной бездной. У него закружилась голова от страшного грохота, вихря, душившего его дыма и бившего ему в лицо мелкими горячими угольками. Поезд в эту минуту заворачивал вправо. Его отрывало от окошка. Ещё мгновение, и он лишился бы чувств. Но в голове его твердо держались инструкции, которые он сам себе давал, обдумывая свой отчаянный план. Нащупав правой ногой точку опоры и держась по возможности по направлению движения поезда, он разом оттолкнулся вперёд рукой и ногой и полетел в пространство…
В начале повести С. М. Степняка-Кравчинского «Домик на Волге» (1889) её главный персонаж Владимир Петрович Волгин совершает бегство от жандармов с идущего поезда подобное тому, которое совершил Андрей Франжоли во время следования из одесской тюрьмы в петербургский ДПЗ. Однако, эта художественная повесть не являлась документальным описанием всей жизни Андрея Афанасьевича: образ Владимира Волгина был собирательным. По мнению литературоведа Евгении Таратуты, он вобрал в себя черты, главным образом, Николая Морозова, лишь эпизод прыжка с поезда оказался списанным с биографии Андрея Франжоли, а жандармский обыск в доме Прозоровых с целью ареста главного героя навеян автобиографическими мотивами самого писателя. С. М. Степняк-Кравчинский и А. А. Франжоли были приятелями ещё с кружка «чайковцев». Кроме художественной повести «Домик на Волге» судьбе своих друзей писатель-революционер посвятил документальный очерк «Андрей Франжоли и Евгения Завадская», написанный в оригинале на русском и итальянском языках и оставшийся неопубликованным в рукописи.
Литературный псевдоним А. Волгин, заимствованный как из романа Н. Г. Чернышевского «Пролог», так и из повести С. М. Степняка-Кравчинского «Домик на Волге», позднее использовал лидер российских социал-демократов Г. В. Плеханов. Лидер народовольцев Лев Тихомиров также посвятил А. А. Франжоли и Е. Ф. Завадской большую главу в своих воспоминаниях «Тени прошлого», она называется «Революционная элегия». В ней он с грустью и тоской вспоминал печальную судьбу двух этих людей: «Андрей Франжоли и Евгения Завадская встают какими-то загадочными, грустно-покорными тенями. Так и хочется сказать им: зачем вы так тихо шепчете, отчего не скажете громче, для чего вы жили и томились и нашли ли где-нибудь то, чего не получили здесь, среди нас?» Мемуарист отмечал, что оба революционера были очень хорошими людьми, и у них было всё для того, чтобы оставить по себе какую-нибудь память. Но их жизнь закончилась, и «не разберёшь за ней ничего, кроме туманной светящейся полосы без определённого содержания, хотя это всё же полоса света, а не тьмы».
Под своим именем Андрей Франжоли изображён в документальных повествованиях П. А. Кошеля «История российского терроризма» (1995), В. А. Прокофьева «Андрей Желябов» (2012), А. П. Полякова «Великаны сумрака» (2011). Ярославский и ленинградский писатель В. Н. Дружинин посвятил семейству Франжоли очерк «Семья гарибальдийца», опубликованный им в 1982 году в журнале «Нева». Рассказывая о братьях и сёстрах Франжоли, писатель, по сведениям А. М. Молодцова, допустил множество неточностей, а в некоторых случаях сообщил просто неверную информацию. Так, В. Н. Дружинин утверждал, что Андрей, Николай, Тимофей и Дмитрий Франжоли стали активными членами партии «Народная воля», друзьями Софьи Перовской, Андрея Желябова и Николая Морозова, тогда как народовольцами были лишь Андрей Франжоли и его жена Евгения Завадская, остальные братья были арестованы ещё до возникновения «Народной воли». В. Н. Дружинин впервые воспроизвёл легенду о сопричастности отца Андрея Афанасьевича Франжоли к гарибальдийскому движению и о бегстве Афанасия Дмитриевича из Триеста в Крым, а затем в Херсон, что, будто бы и положило начало итальянскому роду Франжоли в России. Эта легенда о «гарибальдийском» происхождении рода Франжоли впоследствии была подхвачена историком Р. С. Шиляевой, но ей неоспоримо противоречит тот факт, что все дети Афанасия Франжоли с 1848 года до 1863 года рождались и жили в России и никуда её не покидали.

## Черты характера и внешнего облика
По складу мыслей и характеру речи — малоросс. По свидетельству коллег, Франжоли — глубокий идеалист, живущий правдой, ищущий правды и верующий в неё.

## Комментарии
1. ↑  Шиляева Роза Спиридоновна, старший научный сотрудник, впоследствии — заместитель директора Государственного архива Кировской области.
2. ↑  Андрею Франжоли могла мешать не смерть отца, а болезненное отсутствие его дееспособности.
3. ↑  А. А. Кункль, цитируя Н. А. Морозова, в то же время исправляет его цитату. Последняя фраза Морозова в пересказе Кункля звучит так: «Это было между Одессой и Балтой около станции Раздельная». Искажение Кунклем источника можно объяснить тем, что исторически дорога называлась не Одесско-Балтийская, а Одесско–Парканская и Одесско–Балтская, что было связано со строительством линии Одесса — Балта.
4. ↑  Современный российский исследователь Николай Равильевич Славнитский, кандидат исторических наук и главный научный сотрудник ГМИ Санкт-Петербурга, утверждает, что при окончательном решении участи австрийского подданного Франжоли предполагалось выслать его за границу, но ввиду отказа австрийских властей принимать Андрея Афанасьевича в Австро-Венгрии такая высылка не состоялась[34]. Этому утверждению противоречит тот факт, что в мае 1879 года Франжоли лично обратился с просьбой о высылке его за границу, и в этой просьбе ему было категорически отказано. Не приводя никаких аргументов в пользу этой версии, учёный, возможно, экстраполирует ситуацию с младшими братьями Тимофеем, Николаем и Дмитрием на старшего брата Андрея. Такая высылка младших братьев предполагалась в 1879 году, и её инициатором тогда был временный одесский генерал-губернатор Э. И. Тотлебен[35]. А генеральный консул Австро-Венгрии в Одессе действительно отказался принимать младших братьев Франжоли на границе с Австро-Венгерской империей[36].
5. ↑  В данном случае Андрей Франжоли имеет в виду эпизод с убийством шефа корпуса жандармов и начальника III Отделения, члена Государственного совета Н. В. Мезенцова. Мезенцов был убит 4 августа (по старому стилю) 1878 года в Санкт-Петербурге. Убийцей Н. В. Мезенцова, с которым был спутан А. А. Франжоли, на самом деле являлся С. М. Степняк-Кравчинский.
6. ↑  Возможно, херсонская Маруся — это Мария Максимовна Ковалёва, жившая в Херсоне в соседней комнате с Андреем Франжоли, неудачно спрятавшая у себя революционные брошюры, а затем принявшая на себя вину за их хранение.
7. ↑  В книге В. Е. Кельнера «1 марта 1881 года. Казнь императора Александра II» роль Андрея Франжоли в покушении на Александра II никак не освещается, и имя его не упоминается ни разу. Сказано лишь то, что к 1 марта «взрывчатый материал, гремучий студень и пр. заранее давно уже готовы были», а «все метательные снаряды были окончательно приготовлены на квартире по Вознесенскому проспекту с посильною помощью В. Н. Фигнер. Снаряды состояли из жестяных коробок цилиндрической формы с гремучим студнем, весом фунтов 5–6, и системою запалов. Кибальчич жил на Лиговке, д. 83, кв. 1, но там мастерской не было». Таким образом, о существовании динамитной мастерской на квартире Франжоли знал весьма узкий круг лиц.